# 羅桂祥綜合生物醫學大樓
22°25′39″N 114°12′15″E / 22.427516°N 114.204033°E

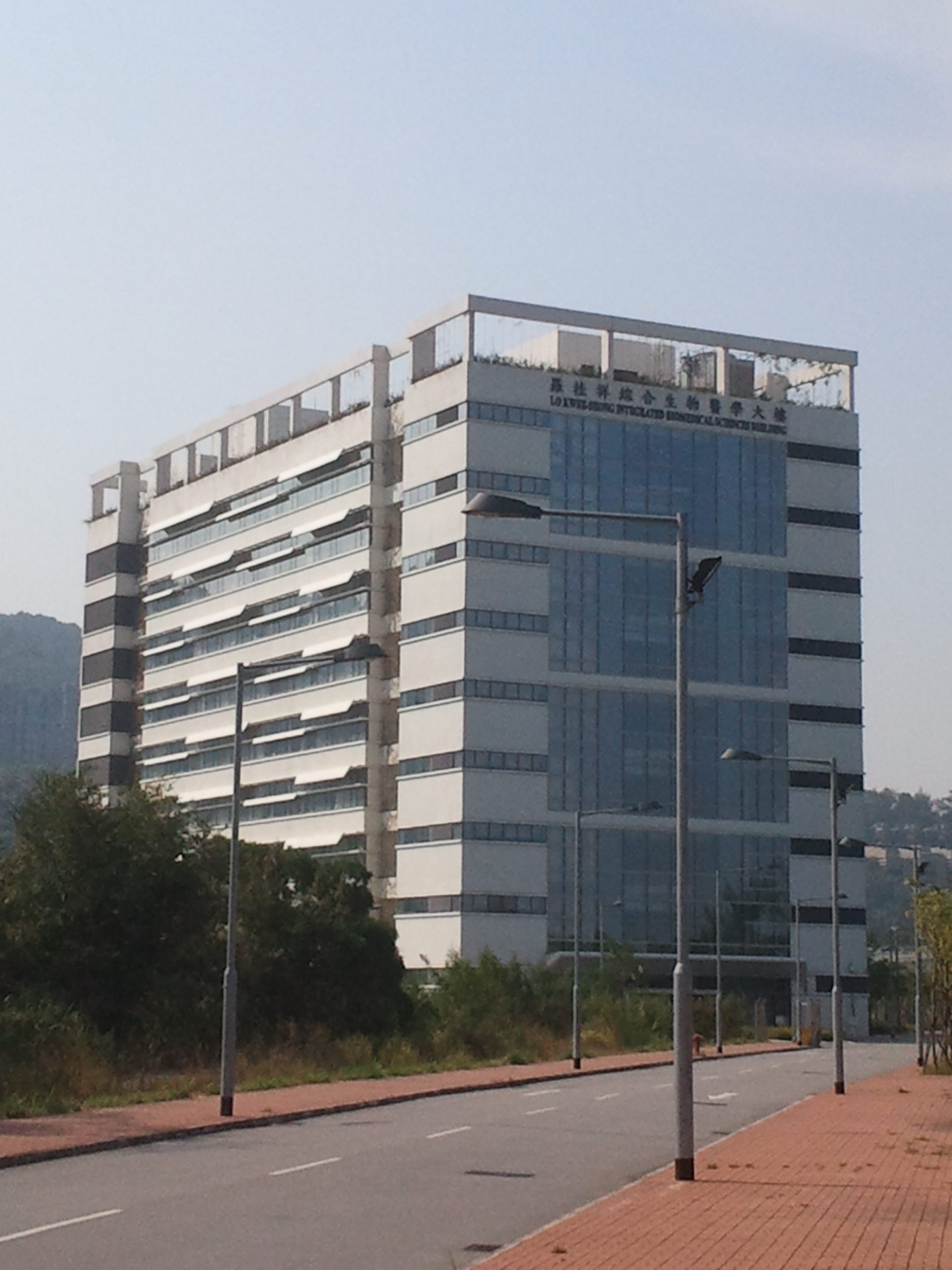
羅桂祥綜合生物醫學大樓

羅桂祥綜合生物醫學大樓位於香港新界大埔區白石角39區（香港中文大學校園內），佔地2萬9千4百平方米，建築面積達19萬7千平方呎，於2012年8月29日開幕。羅桂祥綜合生物醫學大樓為香港中文大學醫學院的生物醫學院及藥劑學院共同使用的教學大樓，樓高9層。在大樓內，設立了5個主題研究組，包括研究癌症與炎症、生殖醫學、幹細胞、神經退化及血管代謝等。

## 歷史
綜合生物醫學大樓的興建工程於2010年啟動，於2012年竣工，於同年8月29日開幕。由校長沈祖堯、國家食品安全風險評估中心主任助理王竹天、食物及衛生局局長高永文和羅桂祥基金主席羅德承等主持開幕典禮。沈祖堯表示期望大樓的落成啟用，可以使到中文大學成為亞洲的生物醫學研究重鎮。此外，由於大樓是由羅桂祥基金捐款1億5千萬港元資助興建及發展生物醫學院的科技研究事務（當中1億用作興建大樓，其餘5千萬用以設立羅桂祥生物醫學研究基金），故此大樓取名為羅桂祥綜合生物醫學大樓。

## 設計
綜合生物醫學大樓採用了開放式設計，實驗室均為相通，教授辦公室亦設立於實驗室室內。至於所有大型儀器則均是位於中心位置，方便供予所有研究人員共同使用。此種設計有助於促進不同領域的科學家互相交流，亦可以助進大家觀摩彼此的研究方法。
此大樓由著名馬來西亞建築師楊經文及香港李景勳雷煥庭建築師事務所合作設計（此等公司同期亦為香港大學設計另一幢類似用途大樓-賽馬會跨學科研究大樓，主要由與港大醫學院有關連部門使用）。

## 設備
綜合生物醫學大樓設立了4個專門實驗室，分別為大分子及基因表達實驗室、流式細胞儀與細胞培植中心實驗室、組織學中心實驗室及顯微及影像中心實驗室，此外亦有實驗動物存養中心及飼養設施等；涵蓋了遺傳學、幹細胞及基因學等尖端範疇。
綜合生物醫學大樓配備了多款先進儀器，包括3部全香港最新型號的電子顯微鏡等，可以觀察細微至0.2納米的細胞圖像；其中兩台每部分別價值5百萬港元，為香港獨有，及解像度為世界上最頂級。
綜合生物醫學大樓樓內的生物醫學學院將會主要研究人類各種常見疾病的基本原理及發病機理，從而提升相關疾病的診斷及治理，重點研究領域包括癌症與炎症、神經退化、發育及修復學、生殖、發育及內分泌學、幹細胞與再生醫學等。